# Біллунзька марка

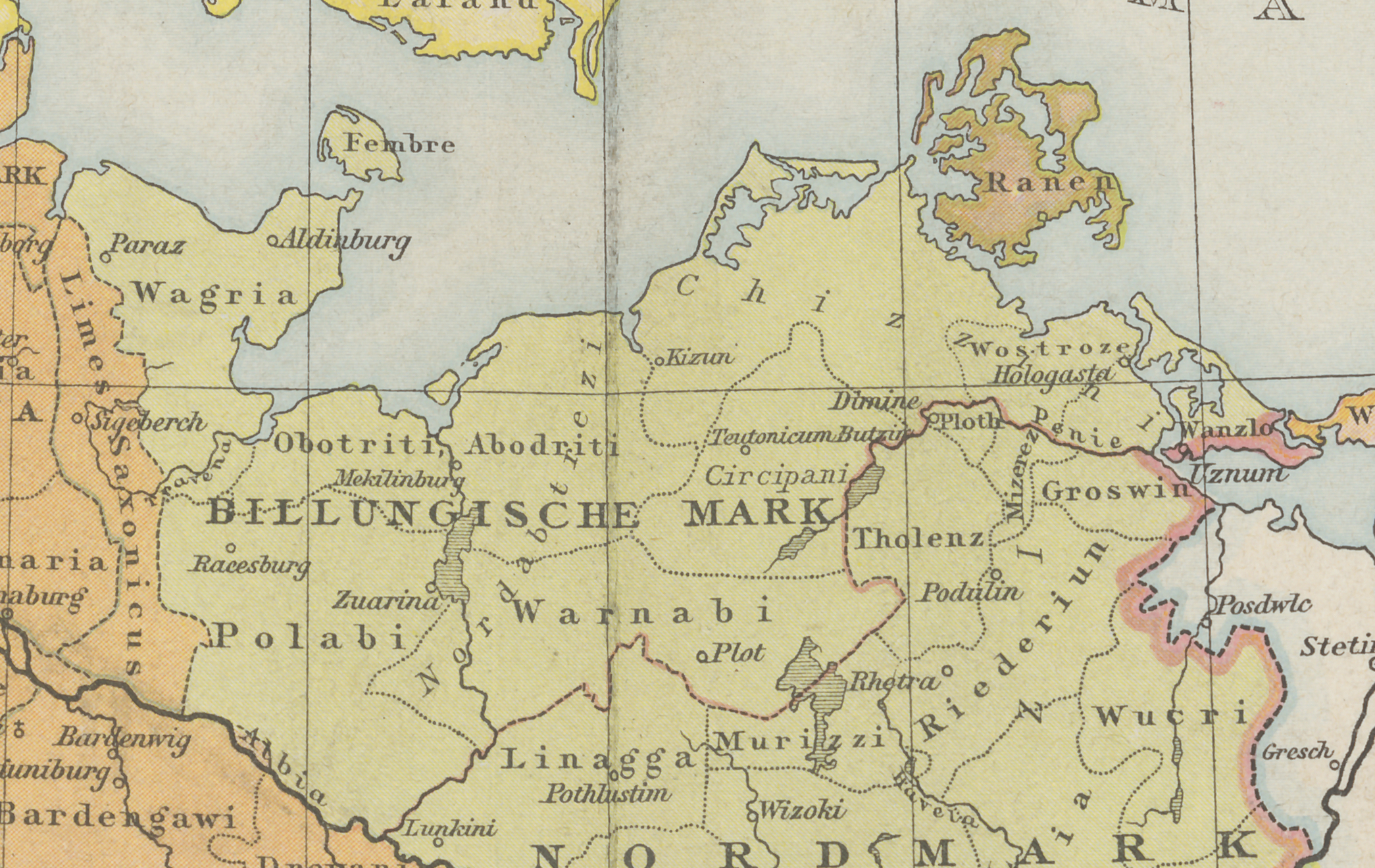
Марка Біллунгів біля 1000 р., обведена червоним

Біллунзька марка (нім. Billunger Mark) або Вендська марка — прикордонний регіон на північному сході племінного  Саксонського герцогства в X столітті. Названий за ім'ям родини правителів з саксонського роду Біллунгів.
Марка простягалася від річки Ельби до Балтійського моря і від Саксонського валу до річки Пене на сході і перебувала приблизно на території сучасного Східного Гольштейна, Мекленбурга і частини Західної Померанії. Німецька експансія в цій області носила характер колонізації, що контрастує з військовою окупацією Східної марки, володіння Геро I Залізного, на південь від Біллунгів.
Біллунзька марка була утворена в 936 році, коли Оттон I — герцог Саксонії і король Німеччини, зробив Германа Біллунга маркграфом (лат. princeps militiae, у буквальному сенсі «начальником міліції»), надавши йому контроль над кордоном і панування над західно-слов'янськими племенами бодричів, що включали полабів, варнів і вагрів, а також племенами ратарів, черезпенян і хижан з конфедерації племен лютичів і данів, які неодноразово захоплювали території. Основна частина земель лютич гавелян лежала за межами володінь Германа, у Східній марці.
Слов'яни в цьому регіоні були ворожі одні одним і не надали жодного організованого опору. Проте в 955 році вождь бодричів Након ризикнув вступити з племінниками Германа, саксонськими графами Віхманом Молодшим і Егбертом Однооким, в союз проти нього. Їх повстання завершилося в Битві на Рехниці, де бодричі були повністю розгромлені військами короля Отона.
Герман отримав велику автономію в марці, його іноді називають «Герцогом Саксонії» — титулом, який носив Отон, через обсяг влади, делегованої йому королем. Як і сусідня Північна марка, марка Біллунзька марка була остаточно скасована після повстання бодричів та лютичів у 983 році.